# Ernst Josephson

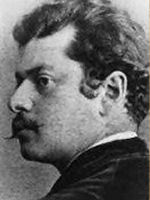

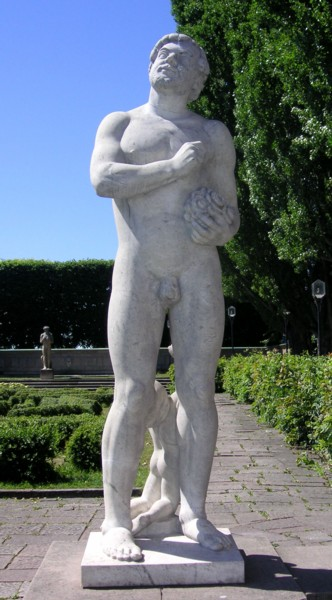
Ernst Josephson, skulptur av Carl Eldh i stadshusparken, Stockholm.

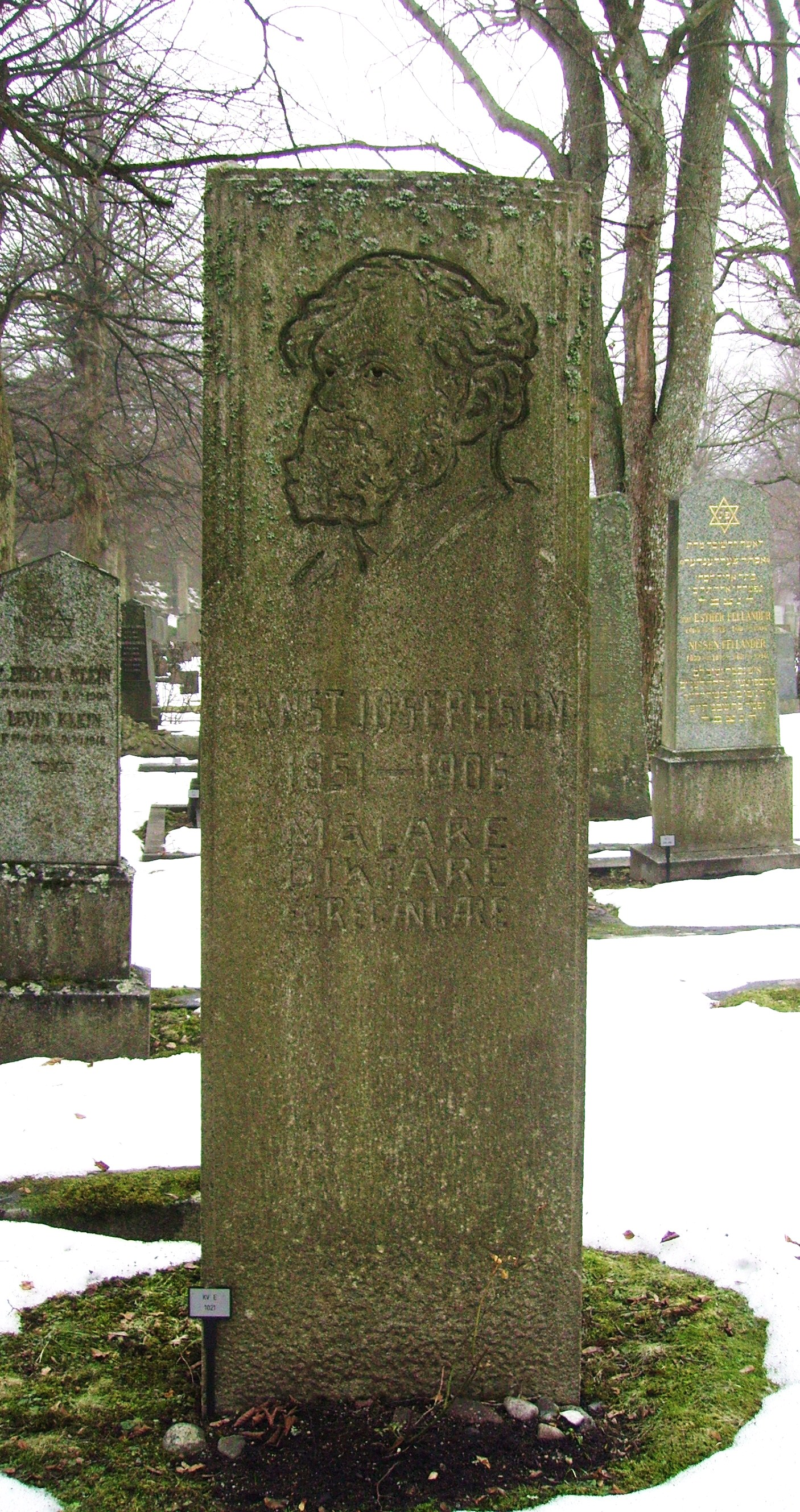
Ernst Josephsons gravvård på Judiska norra begravningsplatsen i Solna med porträttbild.

Ernst Abraham Josephson, född 16 april 1851 i Stockholm, död 22 november 1906 i Stockholm, var en svensk konstnär, målare och poet.

## Biografi
Ernst Josephson föddes 1851 i Stockholm i ett judiskt borgarhem. Fadern var Semmy Josephson, bror till teatermannen Ludvig Josephson och tonsättaren Jacob Axel Josephson. Vid 16 års ålder började han på Konstakademien, där han studerade 1869-76. Därefter följde studier i bland annat Paris och Nederländerna. Redan som tjugoåring deklarerade han i ett berömt uttalande:
| ” | Jag ska bli Sveriges Rembrandt eller dö. | „ |

## Framgångar och svårigheter
Josephson nådde stora framgångar som konstnär. År 1876 fick han en kunglig medalj för målningen Sten Sture den äldre befriar drottning Kristina av Danmark ur Vadstena klosterfängelse.
Efter genomgången kurs vid Konstakademien for Josephson 1876 utomlands, till Italien och Holland, där han kopierade mästare som Rembrandt, Frans Hals och Tizian. Det stora genombrottet kom i Paris efter 1879 med några lysande porträtt av kamrater och vänner, bland annat Hugo Birger i landsknektskostym, Carl Skånberg porträtterad i Velazquesliknade manér samt Allan Österlind porträtterad i en mer avslappnad stil. Sin egen stil hittade han dock främst under en resa till Sevilla tillsammans med Anders Zorn 1881-82.
Privat gick det dock inte lika bra, och han råkade ut för en rad personliga tragedier. Han drabbades redan i unga år av syfilis. Kärlekslivet blev olyckligt och kanske värst av allt: hans mästerverk Näcken (1882, målad i flera versioner under 1880-talet och ibland med titeln Strömkarlen) refuserades av Nationalmuseum. Målningen köptes i februari 1893 av en förargad prins Eugen, målarprinsen, som inte bara själv var konstnär, utan också hjälpte många samtida konstnärer ekonomiskt genom att köpa in deras verk till sitt hem på Waldemarsudde. Prinsen lät Näcken få en fast placering och den har sedan dess aldrig lämnat Waldemarsudde. Fadern dog när Josephson var tio år, systern Gelly dog när han var 17 år och den älskade modern dog när han var 30 år, vilket tog honom hårt.
Sommaren 1888 var Josephson utblottad och hade gjort slut på färger och dukar. På ön Île-de-Bréhat i Bretagne ägnade han sig åt spiritism och hemsöktes av religiösa vanföreställningar, där han trodde sig vara Gud och Kristus. Några månader senare togs han in på hospitalet, numera Ulleråkers sjukhus, i Uppsala, där han vistades några månader. Diagnosen var paranoia, vilket idag motsvarar schizofreni. Så småningom flyttade han till Stockholm där två damer vårdade honom till hans död 1906.
Under spiritual trans skapade Josephson visionära dikter och målningar undertecknade med avlidna konstnärers namn. Bland verken finns lyriska och innerliga linjeteckningar och målningar som föreställer själfulla varelser med sorgsna ögon. Några av Josephsons viktigaste verk, till exempel Gåslisa (omkring 1890), liksom diktsamlingarna Svarta rosor (1888) och Gula rosor (1896), tillkom under sjukdomstiden. På 1890-talet fick Ernst Josephson upprättelse som konstnär. Ett par decennier senare skedde ett genombrott för den moderna synen på Josephsons sjukdomskonst, som liksom Carl Fredrik Hills har inspirerat många svenska konstnärer inom expressionismen. Som frisk blev Josephson känd för sina mästerliga oljeporträtt. Sjukdomskonsten domineras av historiska motiv och bilder från sagor och myter.
Ernst Josephsons väg i Södra Ängby i Stockholm är uppkallad efter Ernst Josephson. Han finns representerad vid bland annat Nationalmuseum, Prins Eugens Waldemarsudde, Sven-Harrys konstmuseum i Stockholm, Kalmar konstmuseum, Norrköpings konstmuseum och Göteborgs konstmuseum.

## Bilder

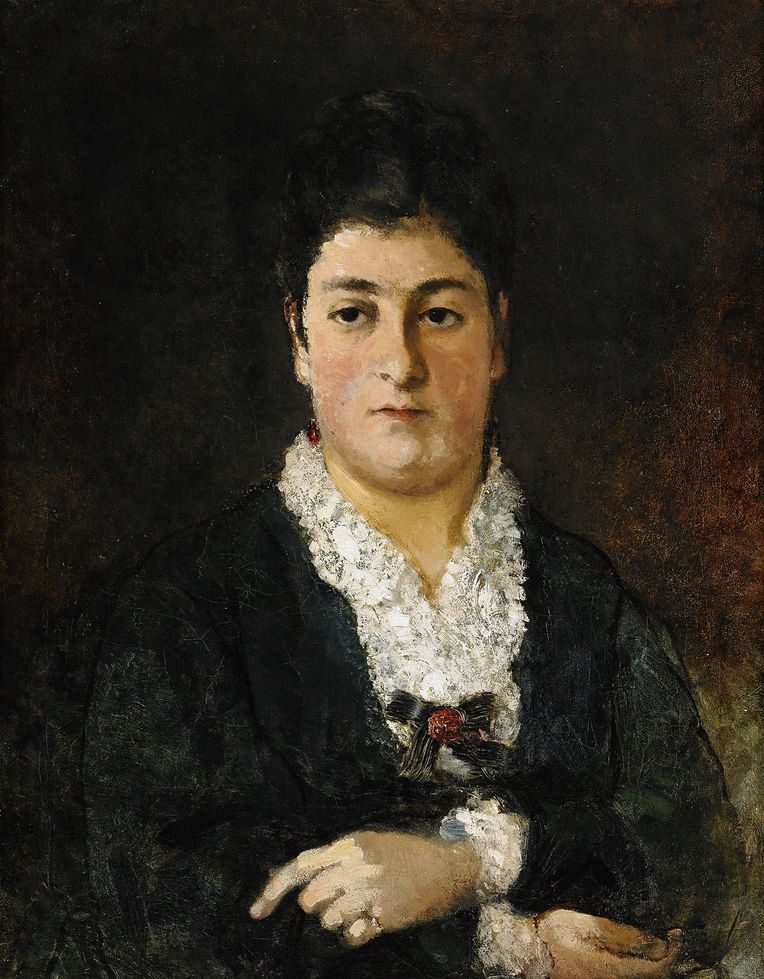
Porträtt av konstnärens syster Valfrida Josephson 1874-75

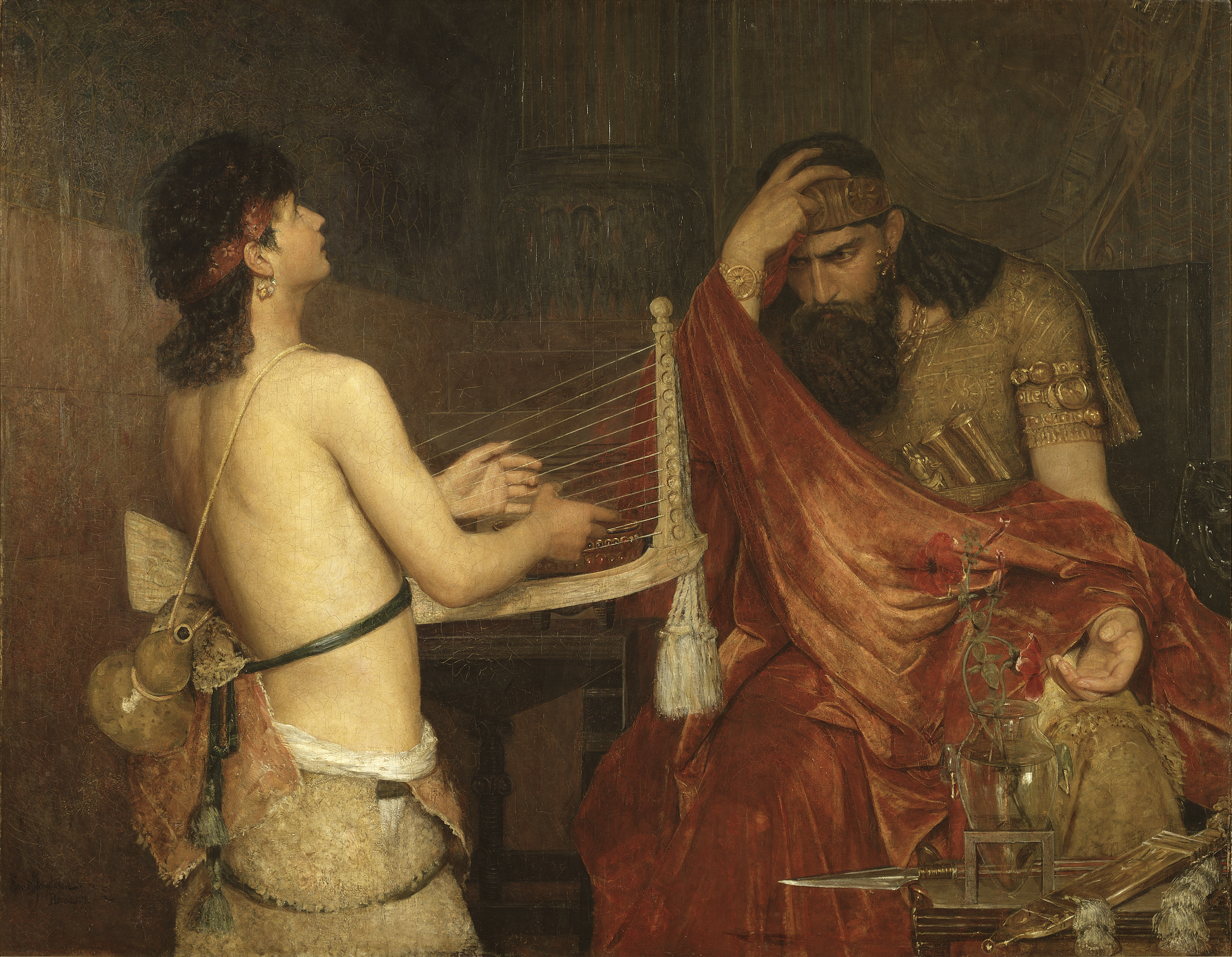
David och Saul (1878)
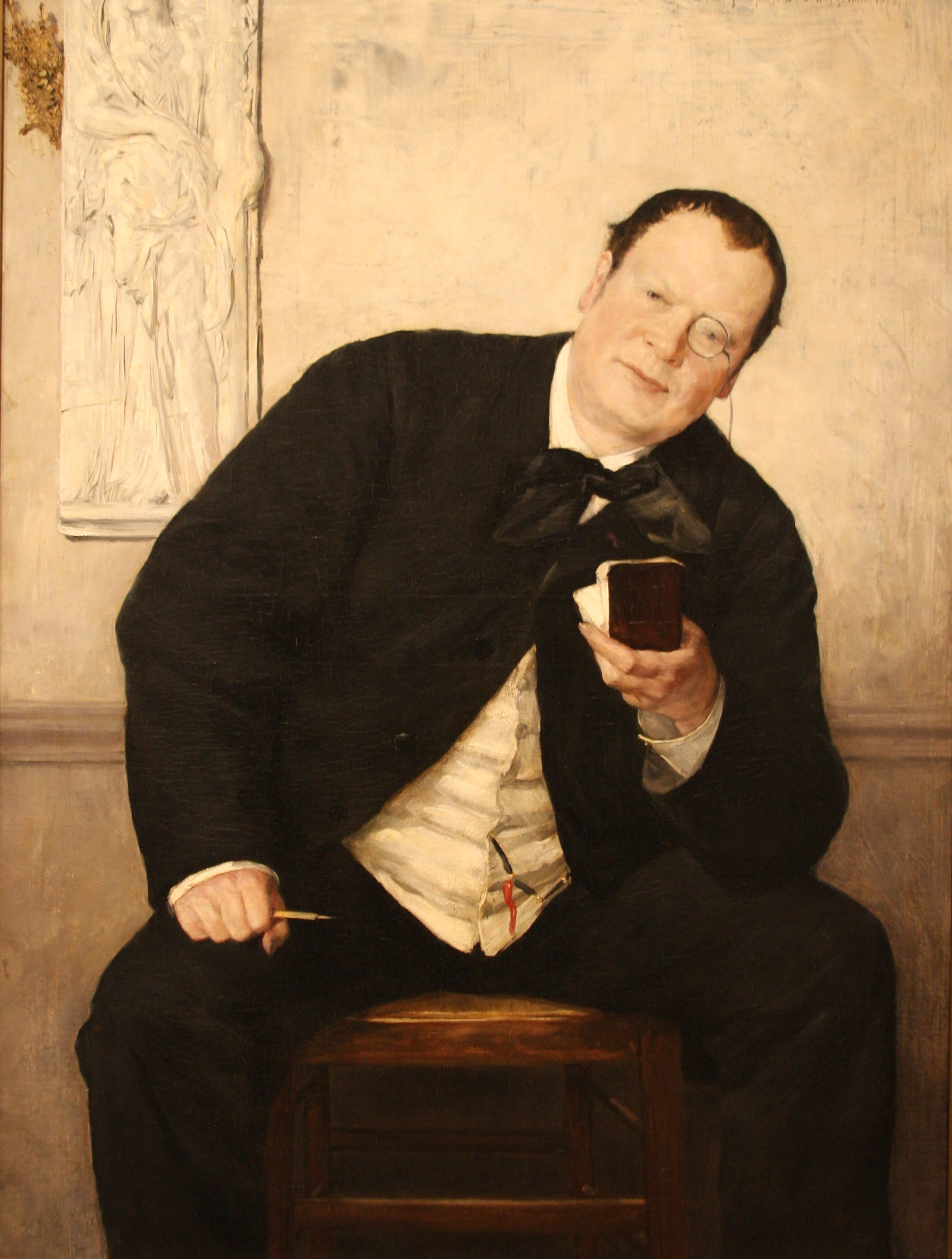
Journalisten Godfrey Renholm (1880)
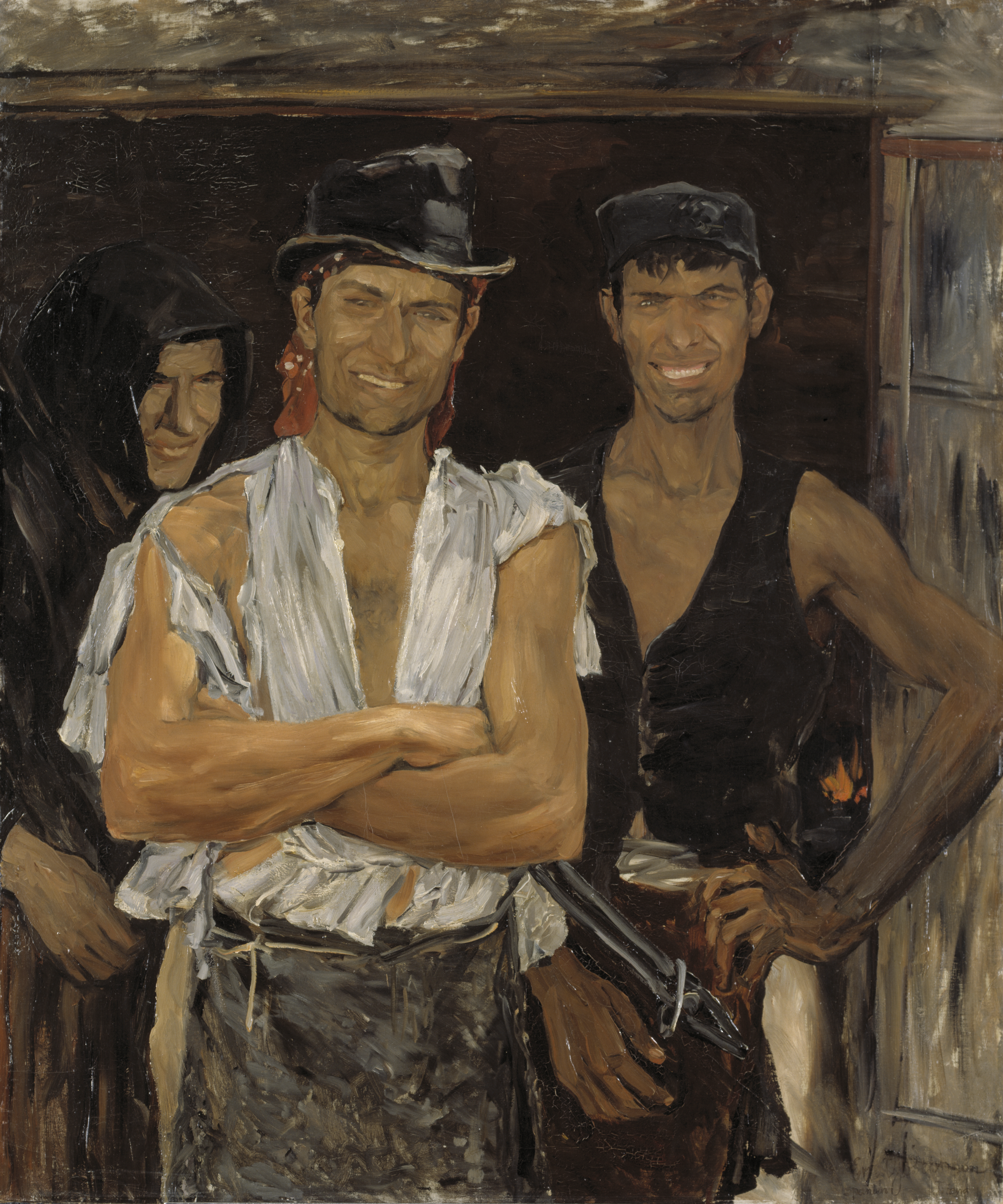
Spanska smeder (1881)
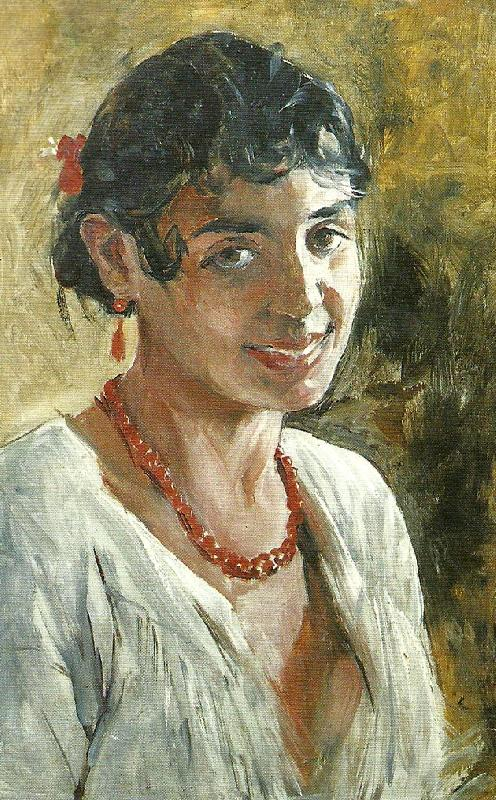
Leende (1881-82)
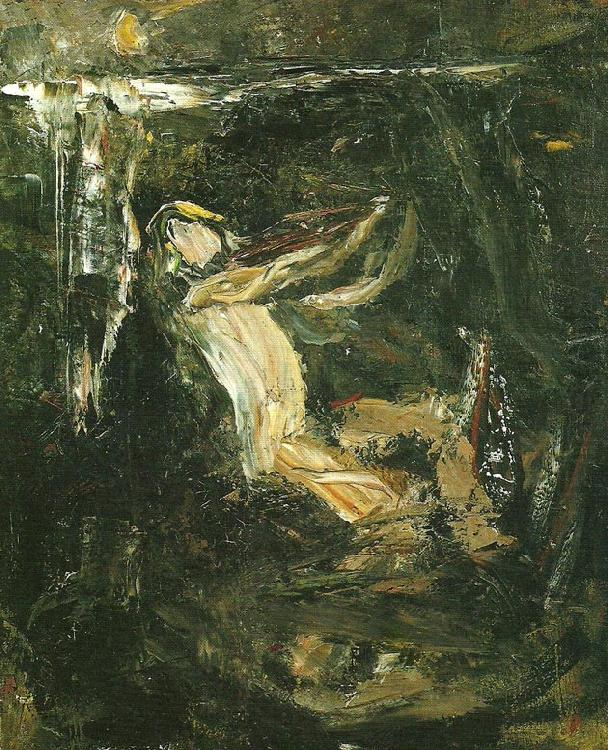
Näcken, studie (1882)
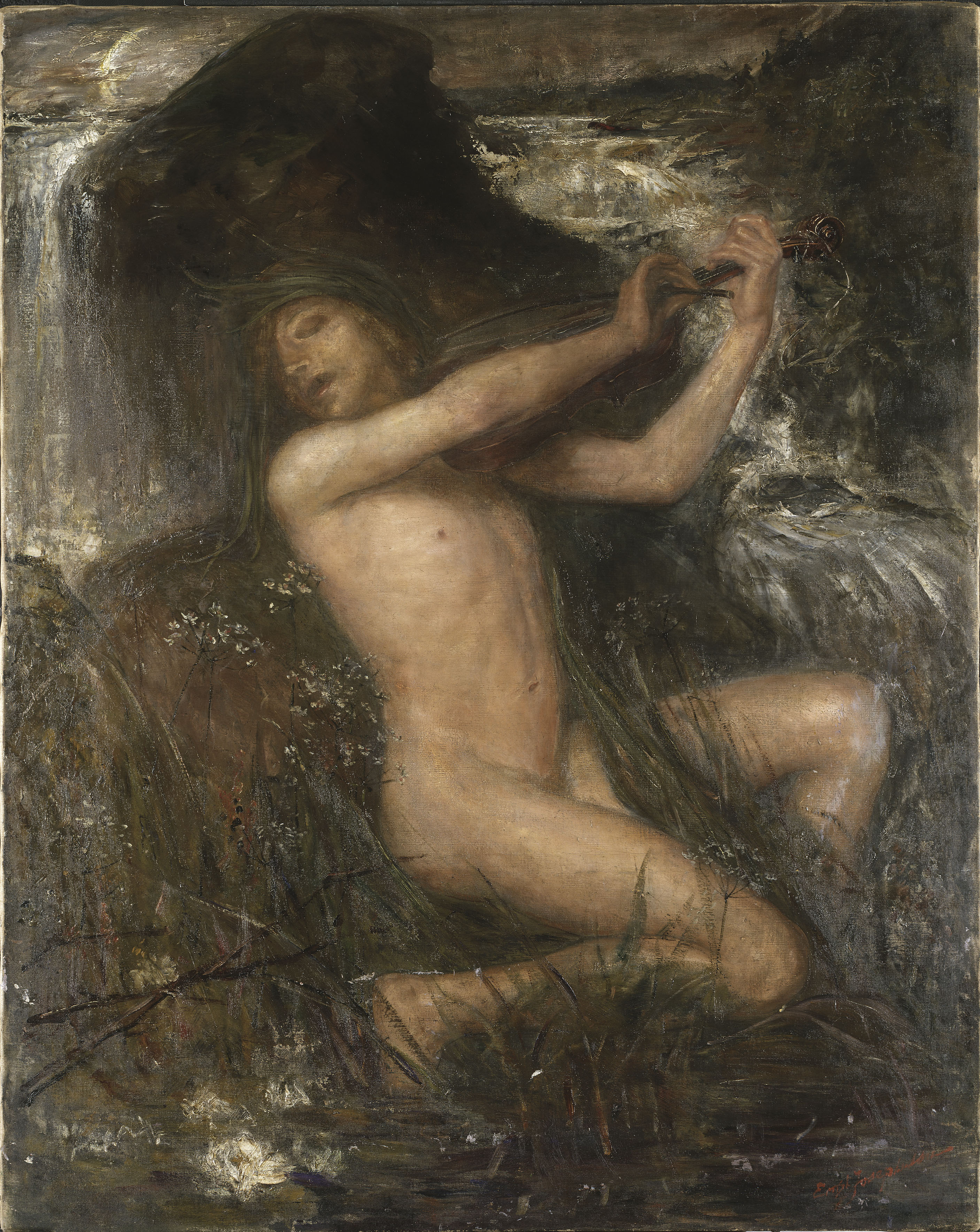
Näcken (1882)
Porträtt av Jeanette Rubenson (1883)
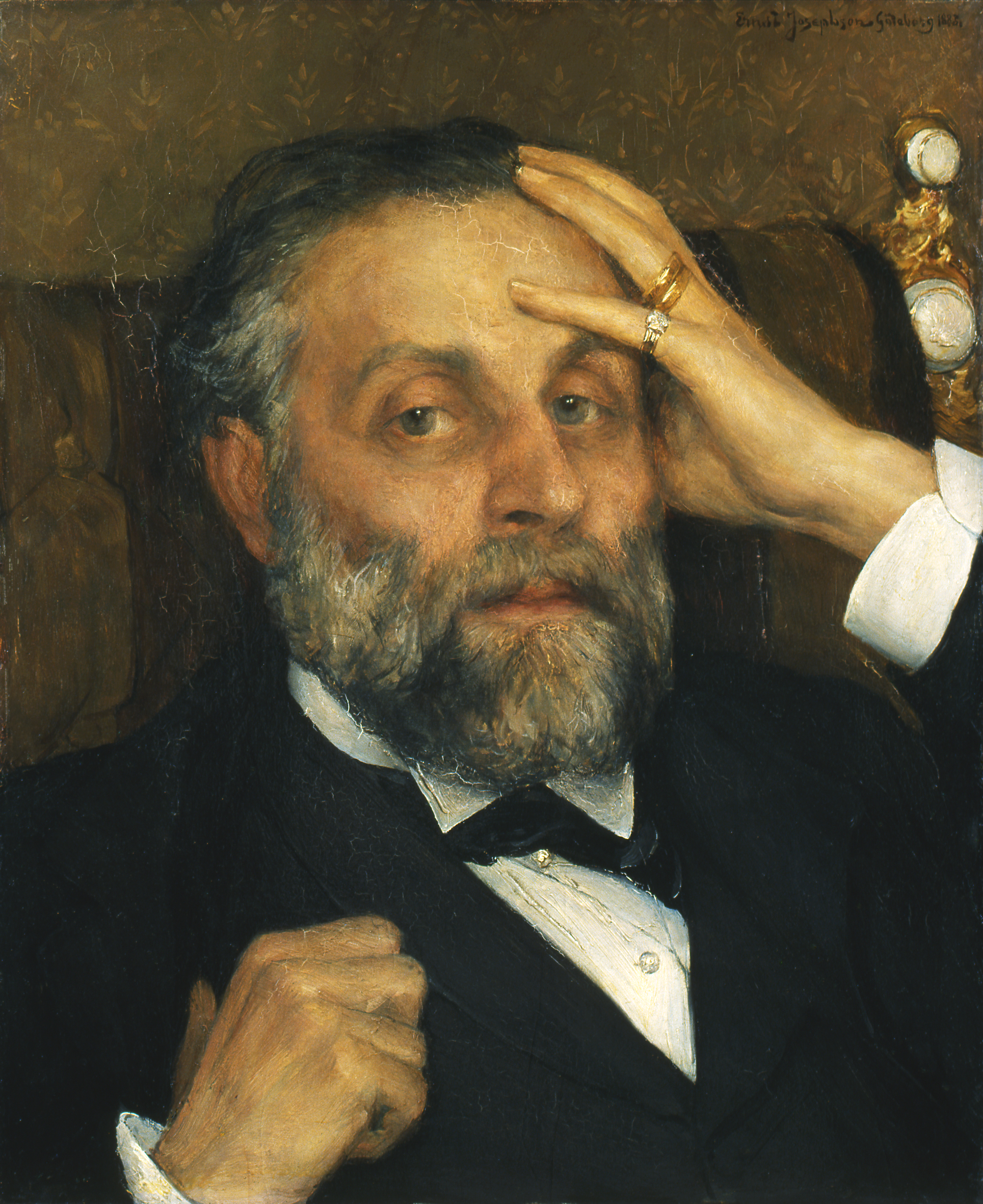
Porträtt av Pontus Fürstenberg (1883)
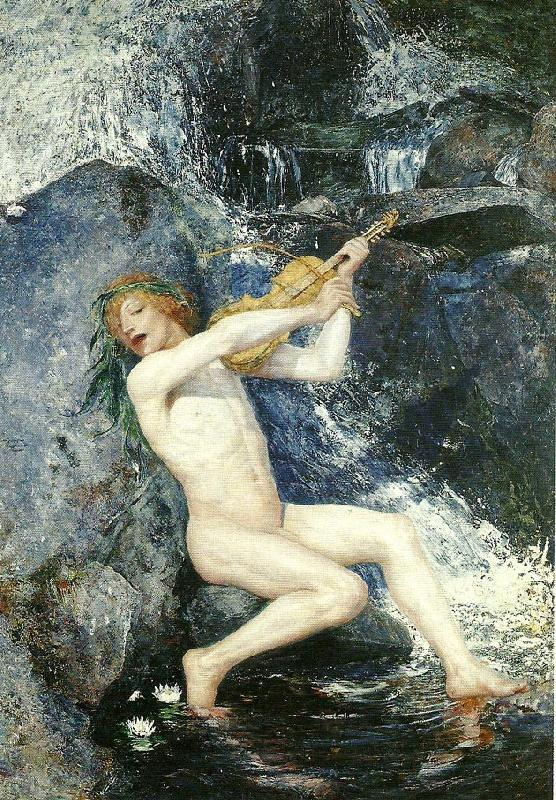
Strömkarlen (1884)
Höstsol (1886)
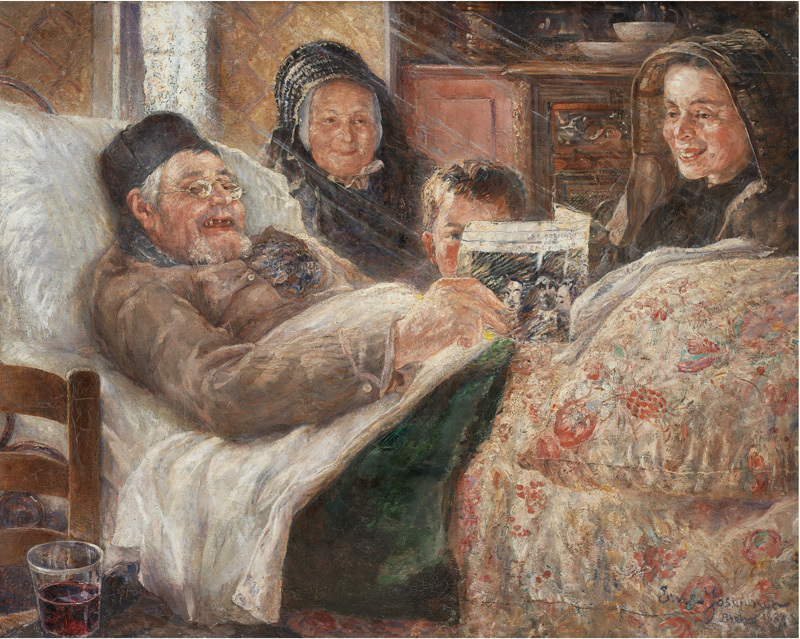
Livsglädjen (1887)
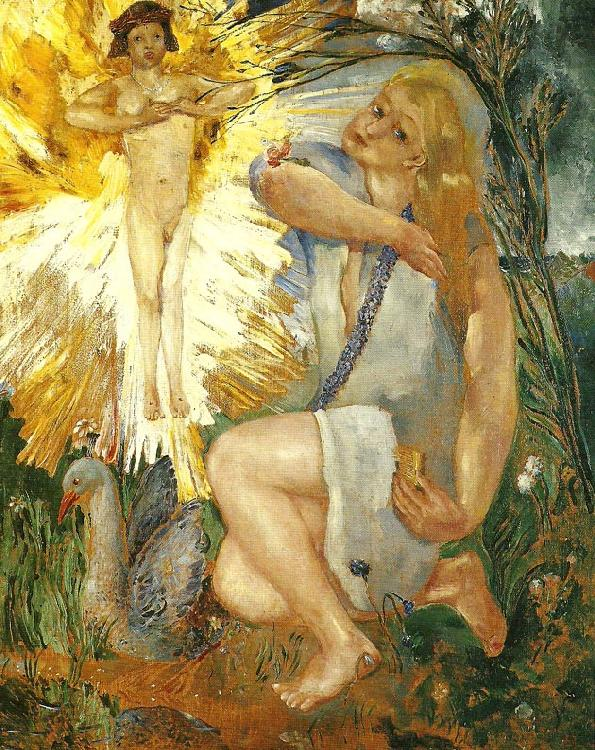
Gåslisa (1888 -1890)
Kristus (1889)
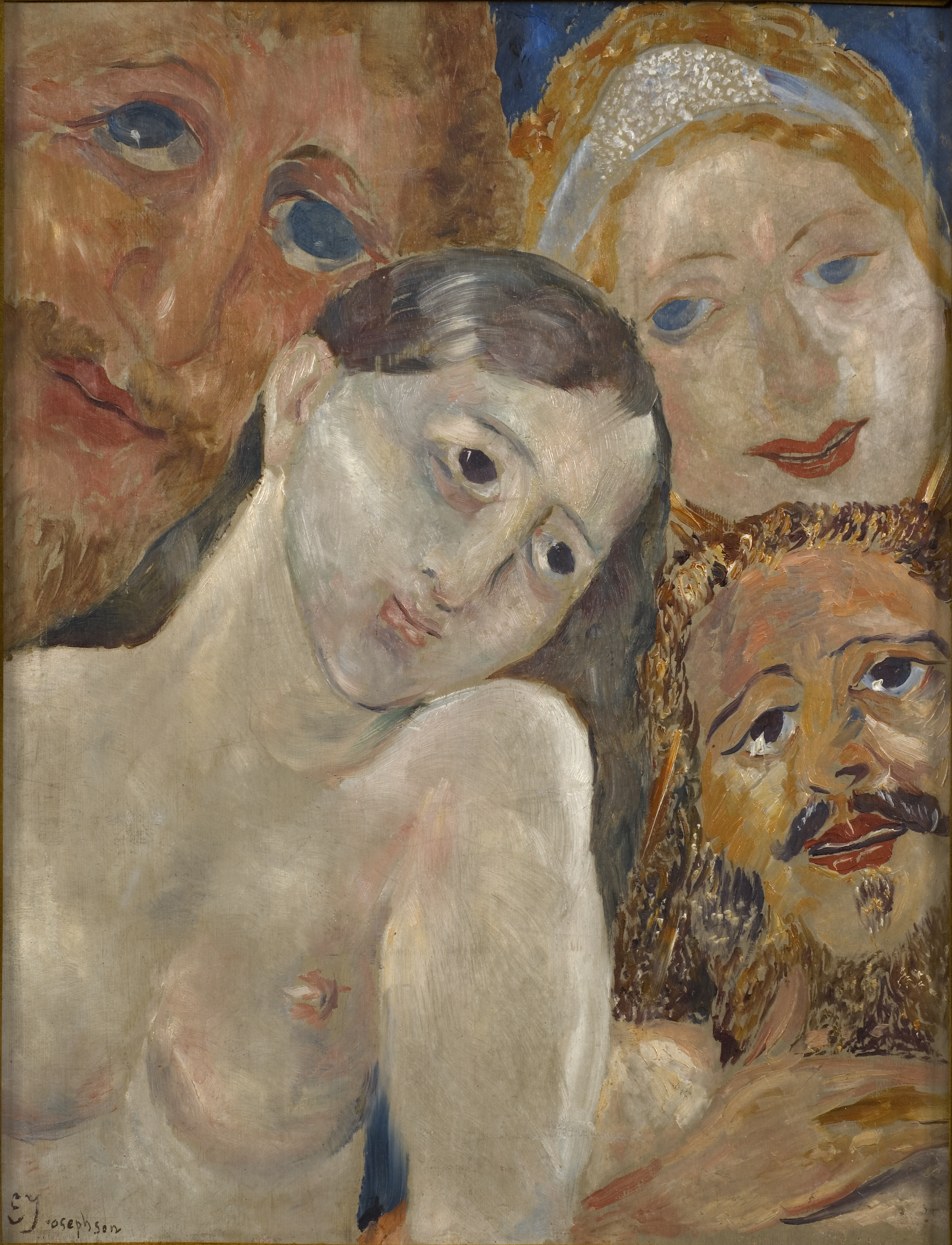
Extatiska huvuden (1889-90)
Självporträtt (1890)
Regissören Ludvig Josephson (1893)
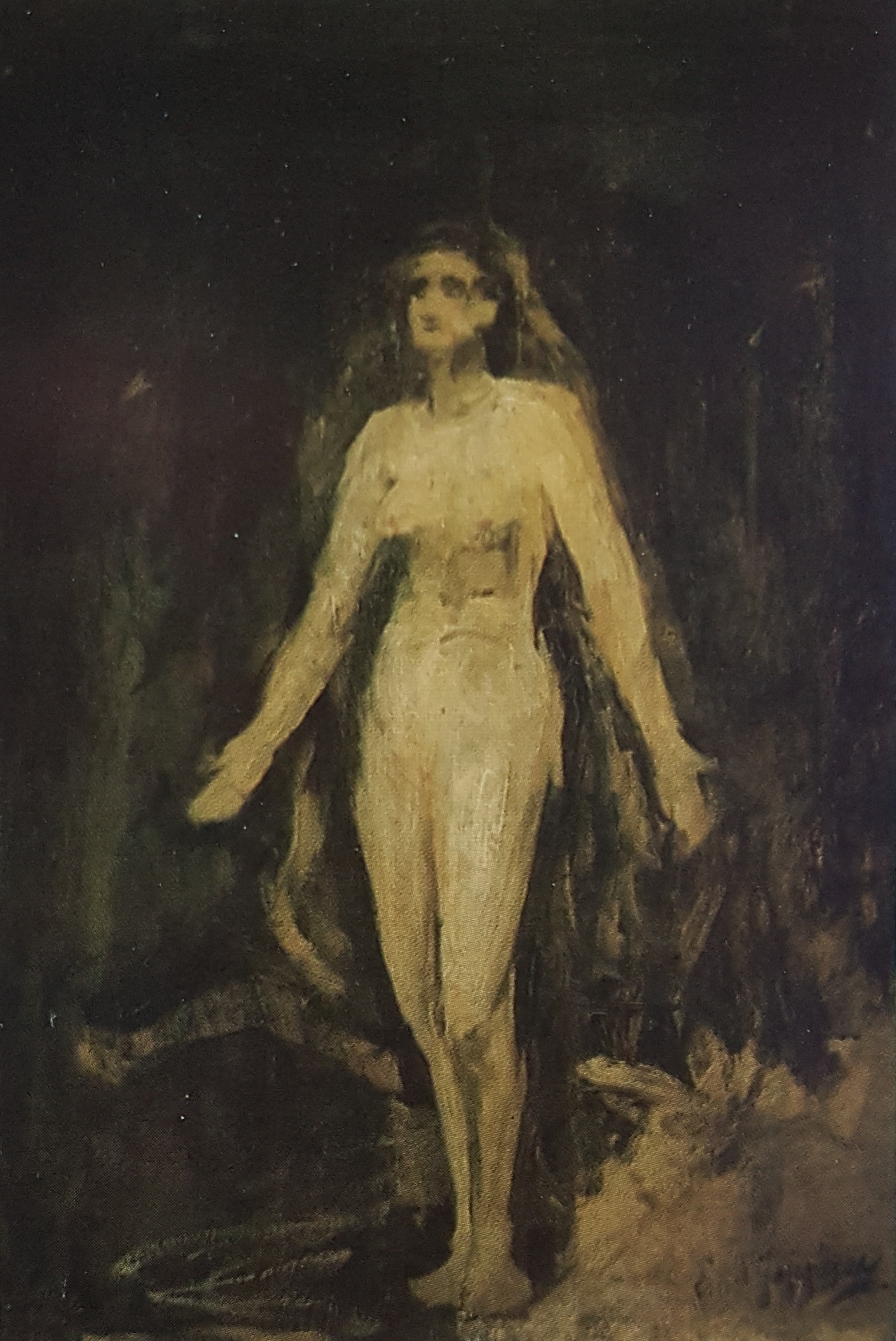
Maria Magdalena (u. å.)

## Bibliografi

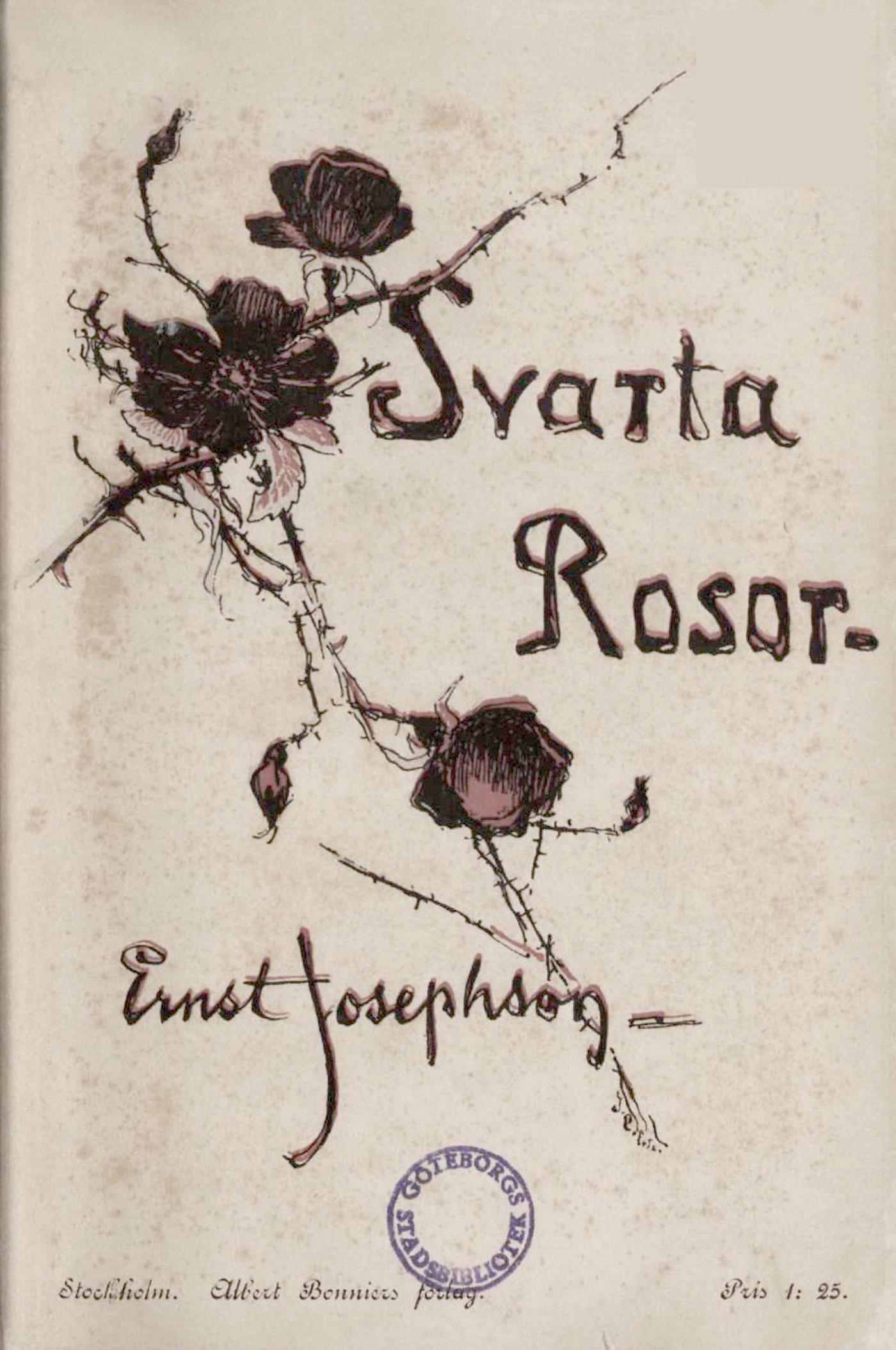
Omslaget till diktsamlingen Svarta rosor.

### Skönlitteratur
- Svarta rosor: dikter. Stockholm: Bonnier. 1888. Libris 1623686. https://runeberg.org/jerosor/
- Gula rosor: dikter. Stockholm: Wahlström & Widstrand. 1896. Libris 1663127. http://litteraturbanken.se/#!/forfattare/JosephsonE/titlar/GulaRosor/etext
- Svarta rosor och gula. Stockholm: Gernandt. 1901. Libris 499895
- [Dikter i urval, utg. af Nils Erdmann]. [Stockholm]. 1909. Libris 3007674
- Vid himmelrikets portar: andeprotokollen från Bréhat sommaren 1888. Hedemora: Gidlund i samarbete med Nationalmuseum. 1988. Libris 7668502. ISBN 91-7844-128-5

### Konst
- Ernst Josephson: Utställning, febr. 1893. Illustr. Katalog. [Förord av G. Pauli.]. Stockholm. 1893. Libris 2791587
- Ernst Josephson: 60 reproduktioner i tontryck efter fotografier af originalen. Små konstböcker, 99-1831872-4 ; 14. Lund. 1912. Libris 492162
- Ernst Josephson: 24 målningar : med en inledande essay av August Brunius. Stockholm: Bonnier. 1916. Libris 573095
- Ernst Josephsons teckningar 1888-1906. Med inledning av Gregor Paulsson. Stockholm. 1918. Libris 2791585
- Ernst Josephson: Målningar ur privata samlingar : Galerie S:t Lucas. Stockholm: Galerie S:t Lucas. 1942. Libris 1409421
- Ernst Josephson.: Oljemålningar, akvareller och teckningar från sjukdomstiden. Nov.-dec. 1946. Föreningen för nutida konst. Katalog. Nr 23. 1946.. Stockholm. 1946. Libris 2791586
- Ernst Josephson: minnesutställning : utställning anordnad av Nationalmuseum, Göteborgs konstmuseum och Liljevalchs konsthall. Liljevalchs katalog, 0349-1137 ; 191. Stockholm. 1951. Libris 1455568
- En målning och femtio teckningar av Ernst Josephson: [utställning] januari och februari 1960. Katalog 4. Stockholm: Galerie Pierre. 1960. Libris 10123811
- Ernst Josephson: Teckningar från sjukdomstiden : [utställning] 30 sept. - 16 okt. 1960. Utställning ; [179]. Göteborg: God konst. 1960. Libris 10016312
- Ernst Josephson: [utställning] november 1964. Katalog 35. Stockholm: Galerie Pierre. 1964. Libris 10125860
- Paintings and drawings by Ernst Josephson 1851-1906: an exhibition drawn from distinguished public and private collections in Sweden and Norway. Portland, Oreg.. 1964. Libris 899959
- Tolv teckningar av Ernst Josephson till dikter av Erik Gustaf Geijer. Sthlm: Galerie Pierre. 1964. Libris 11098459
- Ernst Josephson. Stockholm: Nationalmus. 1976. Libris 152337
- Teckningar: Drawings = Zeichnungen. Niloe-biblioteket. Konstserien, 99-0177955-3 ; 3. Uddevalla: Niloe. 1978. Libris 7602645. ISBN 91-7102-053-5
- Hill & Josephson teckningar från sjukdomstiden : 30 april-16 maj 2003. Katalog (Åmells konsthandel), 1652-8867 ; 73. Stockholm: Åmells. 2003. Libris 9175899